# Сето (Айти)

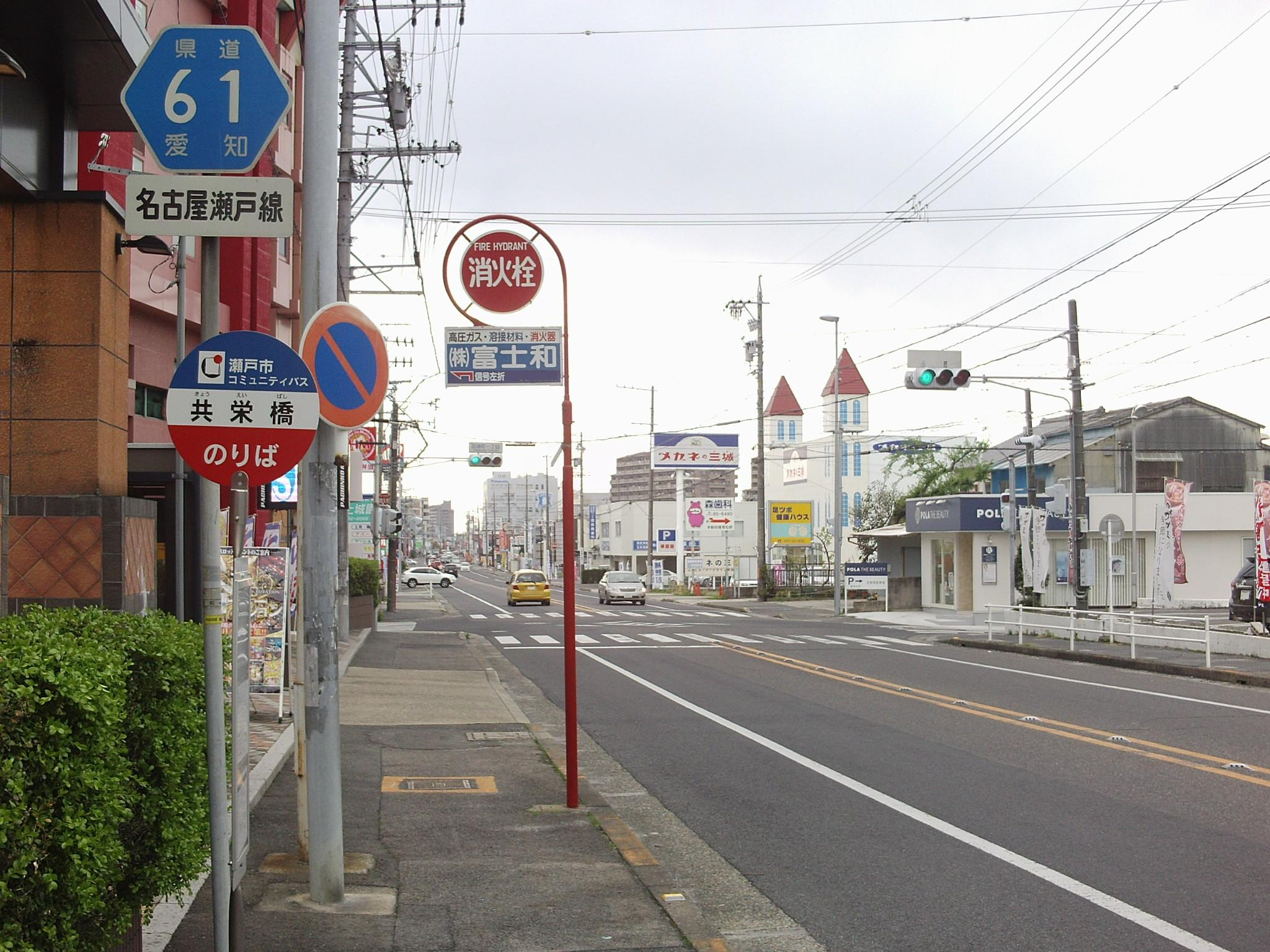
Сето

Се́то (яп. 瀬戸市 Сэто-си) — город в Японии, расположенный в северной части префектуры Айти. Основан 1 октября 1929 года путём предоставления посёлку статуса города. Сето — центр фарфоро-фаянсовой промышленности. Площадь города составляет 111,61 км², население — 130 330 человек (1 июня 2014), плотность населения — 1167,73 чел./км².

## Люди, связанные с городом
В городе родился известный игрок в сёги Сота Фудзии.